# Younous Omarjee
Younous Omarjee, né le 30 septembre 1969 à Saint-Denis de La Réunion, est un homme politique français.
Membre de La France insoumise (LFI), il est député européen depuis le 4 janvier 2012, réélu le 25 mai 2014 sur la liste de l'Union pour les Outremer et le 26 mai 2019 sur la liste de LFI. Il est président de la commission du développement régional du Parlement européen de 2019 à 2024. En 2024, il est réélu sous l'étiquette LFI lors des élections européennes ; il est élu vice-président (un des quatorze vice-présidents) du Parlement européen le 16 juillet 2024,,.

## Biographie

### Jeunesse et débuts en politique
Alors élève du lycée Leconte-de-Lisle, il fait partie des activistes fondateurs du premier comité d'action lycéen (CAL) de La Réunion et mène la bataille contre le projet de loi Devaquet.
En 1994, après ses études de droit, Younous Omarjee devient chargé de mission au conseil général de La Réunion. Quatre ans plus tard, il devient l'assistant parlementaire de Paul Vergès, d'abord au Sénat puis, en 2004, au Parlement européen.
Aux côtés de Paul Vergès, il s’implique au Sénat dans la rédaction de la loi conférant à la lutte contre l’intensification de l’effet de serre et l’adaptation au réchauffement climatique la qualité de priorité nationale. Il est la cheville ouvrière dans la création de l’ONERC, Observatoire National sur les Effets du Réchauffement Climatique. En tant que Conseiller de Paul Vergès, Président de l’ONERC, il participe à plusieurs Conférence des Parties (COP) notamment à Montréal, à La Haye et à Copenhague. Il contribue régulièrement aux revues de l’ONERC.
Il travaille également à l’élaboration d’un agenda 21 pour l’île de la Réunion ainsi qu’à la signature d’un accord entre le Conseil Régional de la Reunion et Green Cross International, alors présidée par Mikhaïl Gorbatchev. Avec Paul Vergès, il rencontre ce dernier à Paris. 

### Député européen

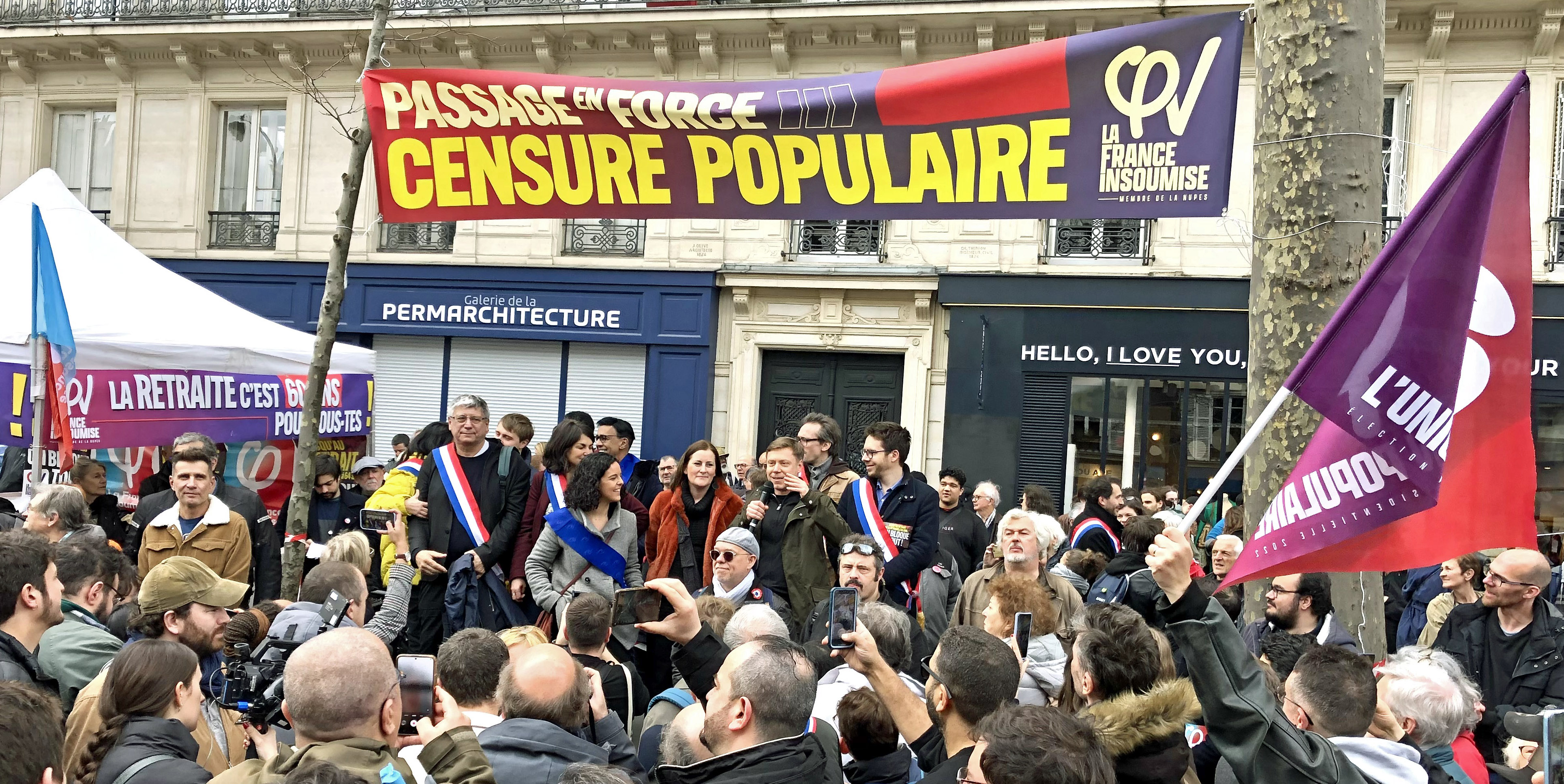
Younous Omarjee avec d'autres membres de La France insoumise en 2023 contre la réforme des retraites.

Lors des élections européennes de 2009, Younous Omarjee, alors colistier d'Élie Hoarau pour la section océan Indien, prend la direction de la campagne de la liste Alliance des Outre-mers (en) (AOM), une formation des partis de gauche ultramarins qui inclut le Parti communiste réunionnais et le Parti socialiste guyanais parmi d'autres. La liste sort seconde du scrutin dans l'ensemble de la circonscription Outre-Mer, devant la liste PS et derrière la liste UMP.
En janvier 2012, à la suite de la démission d'Élie Hoarau, Younous Omarjee devient député européen. Au sein du Parlement européen, Younous Omarjee siège au sein du groupe Gauche unitaire européenne/Gauche verte nordique (GUE/NGL)
Lors de la campagne pour l'élection présidentielle de 2012, il soutient Jean-Luc Mélenchon, et rejoint le conseil national de la campagne du Front de gauche présidé par Pierre Laurent. Engagé pour l'égalité des droits et la lutte contre l'homophobie, il participe en la même année à la campagne internationale « It Gets Better ». Il fait aussi partie des rares parlementaires ultramarins français à avoir pris une position claire en faveur du mariage homosexuel.
Younous Omarjee rejoint le Conseil national du débat sur la transition énergétique, lancé en 2013 par le gouvernement français.
À l'élection présidentielle de 2017, Younous Omarjee soutient à nouveau Jean-Luc Mélenchon, candidat du mouvement La France insoumise qu'il intègre. Il est nommé parmi les porte-paroles du candidat, arrivé quatrième avec 19,6 % des suffrages au premier tour.

#### Élections européennes de 2014
Younous Omarjee se porte candidat à sa réélection aux élections européennes de 2014 dans la circonscription Outre-Mer, et conduit la liste de large rassemblement « Union pour les Outremer ». Cette liste, soutenue par le Front de gauche, le Parti communiste réunionnais, le Parti socialiste guyanais, le Front de libération nationale kanak et socialiste ou encore le Mouvement pour le développement de Mayotte, est enregistrée sous la nuance officielle « divers gauche ». Son slogan de campagne est « Dans l'Europe, les Outremer en avant ! », et le tag qu'il utilise sur les réseaux sociaux est « YO ! 2014 ». Il ne porte pour cette élection aucune étiquette politique[réf. nécessaire].
Les résultats des élections européennes donnent la liste de Younous Omarjee gagnante, avec 18,24 % des voix de la circonscription Outre-Mer, et en tête dans la section de l'océan Indien avec 24,74 % des votes. Il est ainsi réélu pour un deuxième mandat au Parlement européen.

#### Élections européennes de 2019
Younous Omarjee se porte à nouveau candidat aux élections européennes de 2019, en quatrième position sur la liste de La France insoumise, adoptée par un vote des militants en décembre 2018,,. Le 26 mai 2019, La France insoumise obtient six sièges sur les 79 pourvus par la France au Parlement européen, lui permettant ainsi d’être réélu.
Après les élections de 2019, il est élu président de la commission du développement régional. Cette commission est chargée de la politique de cohésion qui représente un tiers du budget de l'Union européenne, avec 351,8 milliards d'euros alloués entre 2014 et 2020, puis 337,8 milliards d'euros entre 2021 et 2027. Il est le premier ultramarin élu à la présidence d’une commission.

## Responsabilités au sein du Parlement européen

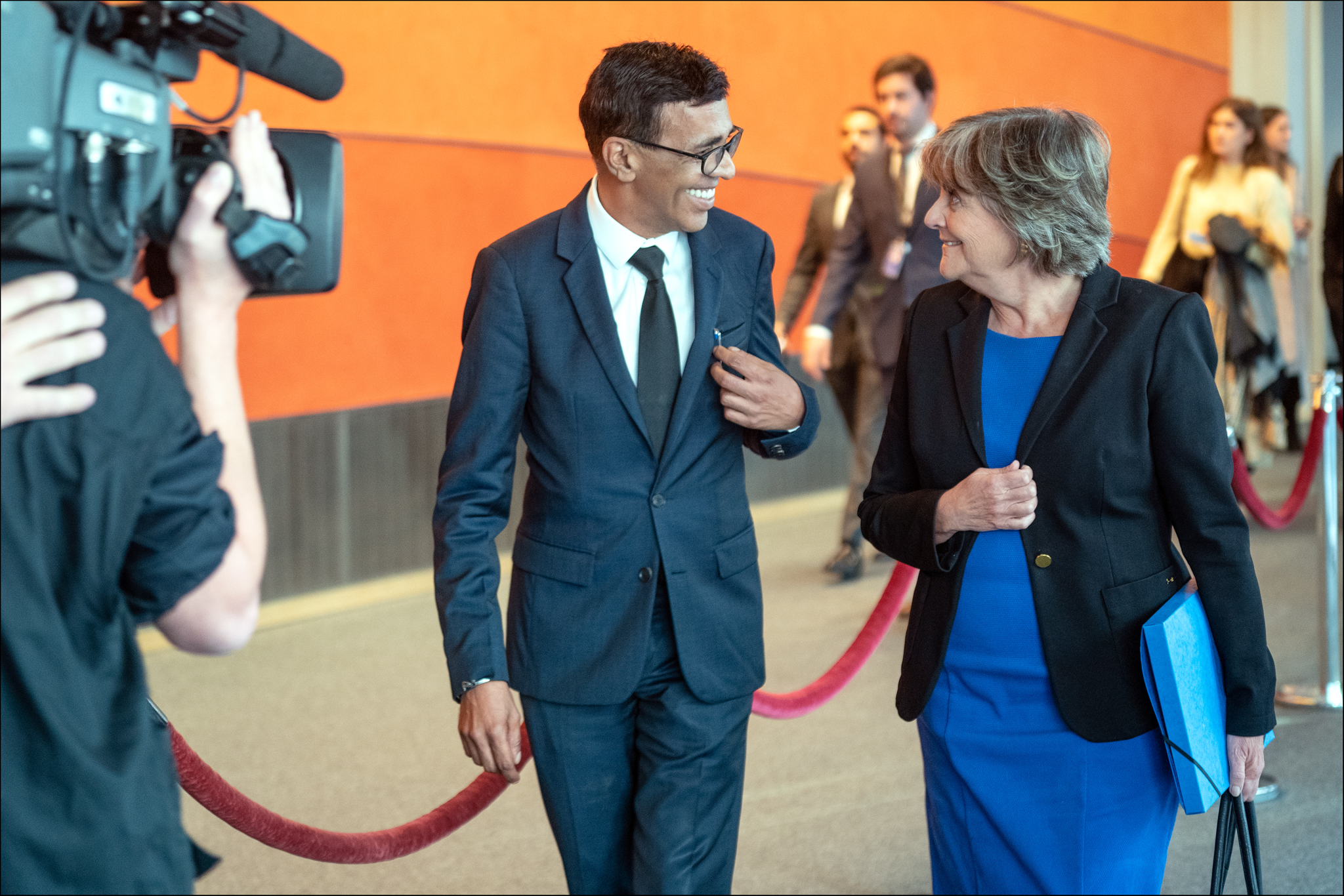
Younous Omarjee et la commissaire à la Cohésion et aux Réformes, Elisa Ferreira, au Parlement européen, le 3 octobre 2019.

### Responsabilités en cours
Dans les instances officielles du Parlement européen, Younous Omarjee siège en tant que :
- vice-président du Parlement européen depuis le 16 juillet 2024[21]
- En tant que Vice Président du Parlement européen, la Presidente Roberta Metsola lui confie en délégation la responsabilité de l’Afrique, des Petits Etats Insulaires en Développement, des îles européennes, des Régions Ultrapériphériques de l’Union et des Pays et Territoires d’Outre-Mer (PTOM). Il lui est confié également la charge des relations avec les Régions et les Villes d’Europe ainsi que des relations avec le Comité des Régions et le Comité Économique et Social Européen. Il lui est également confié la responsabilité des relations avec La France pour le siège du Parlement européen à Strasbourg. Par délégation de la Présidence, il co-assume également la tâche de conciliation avec le Conseil européen.
- président de la commission du développement régional depuis 2019 ;
- membre de la Conférence des présidents des commissions depuis 2019 ;
- membre de la commission des Budgets depuis 2014 ;
- membre de l'intergroupe LGBT du Parlement européen depuis 2012 ;
- vice-président de l'intergroupe Lutte contre le racisme et diversité ;
- membre de l'intergroupe Bien-être et protection des animaux.

### Responsabilités passées
- Premier vice-président de la commission du développement régional[22] de 2014 à 2019 ;
- Coordinateur de la commission du Développement régional[22] ;
- Membre de la commission Environnement et santé publique de 2014 à 2019 ;
- Vice-président de la délégation à l'Assemblée parlementaire paritaire ACP-UE (Afrique-Caraïbes-Pacifique et Union européenne)[23] entre 2012 et 2019 ;
- Membre suppléant de la commission des Affaires juridiques[24] de 2012 à juin 2014 ;
- Membre de la délégation du Parlement européen pour les relations avec l’Inde[7] de 2014 à 2019 ;
- Membre de la Conférence des députés des régions ultrapériphériques au Parlement européen[25] ;
- Membre fondateur du groupe d'amitié UE-Madagascar[26] ;
- Vice-président de l'intergroupe Jeunesse du Parlement européen entre 2012 et 2014.

## Implication au Parlement européen
Younous Omarjee a été présent à plus de 85 % des sessions du Parlement européen. En décembre 2017, il est classé huitième député français le plus actif sur les 74 en poste au Parlement européen, selon la méthode Mep Ranking.
En mars 2018, Younous Omarjee reçoit du Parliament Magazine (en) le prix du meilleur député européen. Il est récompensé pour son action en faveur de la politique régionale, et son engagement pour la défense des régions les moins développées, et des régions ultrapériphériques et insulaires.

### Premier mandat
Comme rapporteur pour avis de la commission du développement régional du Parlement européen sur le Fonds européen d'aide aux plus démunis, le rapport de Younous Omarjee, rédigé en lien étroit avec les organisations d'aide alimentaire, est adopté à une large majorité. Il défend avec succès le maintien du budget européen pour l'aide alimentaire aux plus démunis alors que les chefs d'État européens s'étaient accordés pour le faire baisser de plus de 30 %.
Le 27 février 2014, il fait adopter, par une majorité de 446 votes en faveur, 73 contre et 47 abstentions, le rapport d'initiative du Parlement européen sur l'optimisation du développement du potentiel des régions ultrapériphériques par la création de synergies entre les Fonds structurels et les autres programmes de l'Union européenne.
Il intervient à d'autres reprises au Parlement européen : il alerte la Commission européenne sur la crise acridienne à Madagascar, ou encore vis-à-vis des catastrophes naturelles frappant les îles.

### Deuxième mandat
Durant son deuxième mandat, il intervient sur différents sujets.
En octobre 2017, son rapport sur les RUP (régions ultrapériphériques) est adopté à la quasi-unanimité au Parlement européen.
Le 16 janvier 2018, il est un des trois premiers signataires de l'amendement adopté par le Parlement européen interdisant la pêche électrique.
Sur son initiative, plus de 70 membres du Parlement européen déposent en février 2018 une demande de débat avec la Commission européenne et à ce qu’une enquête soit ouverte sur le scandale des tests réalisés entre 2013 et 2015 sur des êtres humains et des singes par le Groupe européen de recherche sur l’environnement et la santé dans les transports (EUGT), tests visant à démontrer l’innocuité de véhicules diesel. Il est impliqué dans la recherche d'alternatives aux expériences sur les animaux.
TROISIEME MANDAT
Au cours de son troisième mandat, il se concentre sur la responsabilité de Président de la Commission du Développement regional.
Pendant la pandémie du Covid 19, Younous Omarjee fait adopter en urgence les règlements Cri et Cri+ pour aider les régions d’Europe à tempérer les impacts économiques , sociaux et sanitaires de la pandémie.
Il préside la négociation avec le Conseil européen du règlement React EU. 50 milliards d’euros pour aider les régions frappées par le Covid 19 à amorcer la relance par des facilités nouvelles comme des co-financements de l’Union européenne à 100%. Il obtient dans la négociation des avantages pour les régions ultrapéripheriques.
En tant que Président de la Commission REGI, il s'engage dans le soutien à l’Ukraine à la suite de l'agression russe. 
Quelques semaines suivant l’agression, il se rend avec la Commissaire européenne Elisa Ferreira en Pologne, notamment à Varsovie et à la frontière polonaise pour visiter les centres d’accueil des réfugiés et prendre la mesure des efforts et des besoins des pays comme la Pologne qui se trouvent en première ligne. Il porte devant le Parlement européen, le règlement Care qui vient en aide aux réfugiés ukrainiens ainsi qu'aux villes et régions d’Europe qui assurent l’accueil des réfugiés. Il se rend également à Kiev pour rencontrer les Présidents des commissions parlementaires de l’Assemblée ukrainienne (Rada) afin de préparer dans les régions et les villes d’Europe l’accueil des facilités européennes en direction de l’Ukraine. Il rencontre au cours de cette mission le Directeur de cabinet du Président Zelensky ainsi que le maire de Kiev.
En tant que Président de la Commission REGI, il préside l’ensemble des négociations relevant de la politique de cohésion pour la période 2021-2027 (390 milliards d’euros) : Fonds de Transition Juste, Règlement portant dispositions communes, Règlement FEDER - fonds de cohésion, Règlement Interreg. 
En tant que Président de la Commission REGI et rapporteur, il fait également adopter les Rapports du Parlement européen concernant la création d’une Macro Région Atlantique, la création d’une Macro Région Méditerranée ainsi que le Rapport en faveur d’une nouvelle stratégie pour les îles européennes.
Il milite également pour la mise en oeuvre d’une politique européenne d’adaptation des Régions et des Villes au réchauffement climatique et se rend en Allemagne, aux Pays Bas et en Belgique à la suite des inondations meurtrières de l'été 2021 qui ont frappé ces pays. 
Au cours de ce mandat, il représente le Parlement pour l’ensemble des conseils des Ministres de la Cohésion et accomplit des missions de travail dans la quasi totalité des États Membres de l’Union Européenne. 
En avril 2018, il intervient en plénière du Parlement européen pour exprimer son inquiétude quant à la situation au Moyen Orient et notamment le climat dégradé à Jérusalem. Il exhorte l’Union européenne à agir. 